# 第68回高松宮記念杯競輪
第68回高松宮記念杯競輪は、2017年6月15日から18日まで、岸和田競輪場にて開催された、競輪のGI競走である。優勝賞金2,890万円（副賞含む）。

## 決勝戦

### 競走成績
- 6月18日（日）第11レース[1][2][3]
- 誘導員…中澤央治（大阪）[4][5][6]

| 着 | 車番 | 選手     | 登録地 | 級 班 | 着差     | 決まり手 | 上がり (秒) | H/B | 特記  |
| -- | ---- | -------- | ------ | ----- | -------- | -------- | ----------- | --- | ----- |
| 1  | 2    | 新田祐大 | 福島   | SS    |          | 捲くり   | 11.0        |     | 準東3 |
| 2  | 6    | 成田和也 | 福島   | S1    | 1車身1/2 | マーク   | 11.0        |     | 準東4 |
| 3  | 4    | 山田英明 | 佐賀   | S1    | 2車身    |          | 11.4        |     | 準西1 |
| 4  | 9    | 武田豊樹 | 茨城   | SS    | 1車身    |          | 11.4        |     | 準東2 |
| 5  | 8    | 井上昌己 | 長崎   | S1    | 1車身    |          | 11.3        |     | 準西4 |
| 6  | 3    | 平原康多 | 埼玉   | SS    | 3車身    |          | 11.8        |     | 準東1 |
| 7  | 1    | 村上義弘 | 京都   | SS    | 1車身    |          | 11.7        |     | 準西2 |
| 8  | 5    | 稲垣裕之 | 京都   | SS    | 3車身    |          | 12.1        |     | 準西3 |
| 9  | 7    | 吉田拓矢 | 茨城   | S1    | 大差     |          | 13.5        | HB  | 準東5 |

### 配当金額
| 2=5 | 1,140円 |  |

| 2=4=6 | 3,440円 |  |

| 2-5 | 1,560円 |  |

| 2-6-4 | 9,190円 |  |

| 2=6 | 1,200円 |  |

| 2=4 | 830円   |  |
| 2=6 | 640円   |  |
| 4=6 | 1,540円 |  |

| 2-6 | 1,550円 |  |

### レース概要
新田が捲って前団を抜き去り、一騎打ち。マークの成田を押し切って大会連覇を達成した。2013年以来の福島ワンツー決着となった。

## 特記事項
- 岸和田での高松宮記念杯競輪は、武田豊樹が優勝した2015年（第64回大会）以来2年ぶり3回目。

- 地上波の決勝戦中継は「坂上忍の勝たせてあげたいTV 第68回高松宮記念杯競輪GI」《日本テレビ系列全国ネット》[8][9]。

- 目標額は99億円だったが[10]、シリーズ四日間の総売上は89億6333万2900円[11]に終わった（前年比97.37%で、マイナス約2.4億円）。

### 競走データ
- 本大会から、2001年第52回までの番組体系へと回帰。2日目は優秀競走を廃止し、オール二次予選（東西各3個レース）に。3日目は準決勝が1つ減って東王座戦・西王座戦の2個レースとなり、決勝で初めて東西の選手が顔を合わせる形式に戻った（なお敗者戦は全て東西混合）[12]。なお、翌年以降は更に変更された。

- 準決勝となった東王座戦は平原が、西王座戦は山田が、それぞれ制した。5着は、東の吉田（初日青龍賞スタート）が決勝に駒を進めた（西5着の椎木尾拓哉は敗退）[13]。

- 最終日の第10レース（特別優秀）は、6人が落車[14]（うち3人は落再入）。3連単（6-4-2）は504通り中の単独最低人気で決まった。61万8350円の配当は、GIでは史上7番目の記録となった[15]。
また、初日の第7レース（西一次予選）でもアクシデント絡みで、3連単（4-6-3）49万5320円（428番人気）の高配当が出ていた[16][17]。

- 今回がGI初優出となったのは、吉田のみ[18][19][20]。その決勝は9着まですべてが、各1車身以上開いた着差となった。高松宮記念杯の2連覇（新田）は、2009年・2010年（平原）以来7年ぶり。